# 日本マンション管理士会連合会
一般社団法人日本マンション管理士会連合会（にほんまんしょんかんりしかいれんごうかい）は、各地域ごとに組織されたマンション管理士会が集まって設立されたマンション管理士の全国組織である。それまで2つあったマンション管理士会の全国組織（全国都道府県マンション管理士会協議会と日本マンション管理士団体連合会）を統合して組織された。

## 概要
- 設立: 2007年12月10日
- 略称: 日管連
- 初代会長: 伊藤茂忠

## 主な事業
- 全国のマンション管理士団体の連絡調整
- 国及び関係団体との連携・協力
- 国及び関係団体等に対する要望活動
- マンション管理士制度の普及・周知
- マンション管理に関する調査研究及びマンション管理士の研修

## 加盟団体
- NPO法人北海道マンション管理士会
- 秋田県マンション管理士会
- 宮城県マンション管理士会
- 福島県マンション管理士会
- 新潟県マンション管理士会
- 茨城県マンション管理士会
- 埼玉県マンション管理士会
- 一般社団法人千葉県マンション管理士会
- 東京都マンション管理士会
- 東京マンション管理士会
- 足立区マンション管理士会
- 板橋区マンション管理士会
- 新宿区マンション管理士会
- 杉並マンション管理士会
- 一般社団法人首都圏マンション管理士会
- 神奈川県マンション管理士会
- NPO法人静岡県マンション管理士会
- NPO法人東海マンション管理士協会
- 愛知県マンション管理士会
- 北陸マンション管理士会
- NPO法人岐阜県マンション管理士会
- 三重県マンション管理士会
- 奈良県マンション管理士会
- 京都マンション管理士会
- 大阪府マンション管理士会
- NPO法人近畿マンション管理士協会
- 京阪神マンション管理士会
- 豊中マンション管理士会
- なにわマンション管理士会
- NPO法人南大阪マンション管理士会
- 吹田マンション管理士会
- 茨木マンション管理士会
- 兵庫県マンション管理士会
- 広島県マンション管理士会
- 島根県マンション管理士会
- 山口県マンション管理士会
- 香川県マンション管理士会
- 愛媛県マンション管理士会
- 高知県マンション管理士会
- 高知市マンション管理士会
- 北九州マンション管理士会
- 福岡県マンション管理士会
- 大分県マンション管理士会
- 熊本県マンション管理士会
- NPO法人長崎県マンション管理士会
- 宮崎県マンション管理士会
- 鹿児島県マンション管理士会
- 沖縄県マンション管理士会